# A molekuláris biológia centrális dogmája
A molekuláris biológia centrális dogmája  a DNS, az RNS és a fehérjék közötti információáramlással foglalkozik. A sejtek e három építőköve között kilenc lehetséges irányban mozoghat az információ; a centrális dogma szerint ebből négy irány gyakori (DNS → DNS, DNS → RNS, RNS → RNS, RNS → fehérje), két irány csak rendkívüli esetekben fordul elő (RNS → DNS, DNS → fehérje) a maradék három irányban, vagyis fehérjéből fehérjébe és fehérjéből nukleinsavba pedig soha nem íródik át információ. (Más megfogalmazásokban az RNS → RNS információközlést is a ritka esetekbe sorolják.)

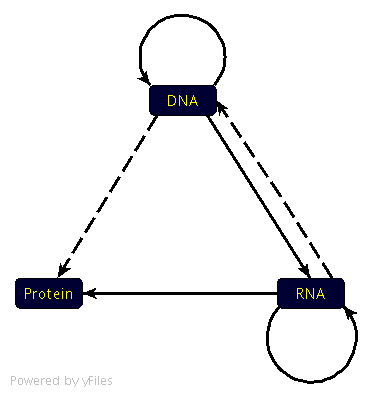
A molekuláris biológia centrális dogmájának modern illusztrációja az eredeti 1958-as cikk diagramjai után

A tételt Francis Crick angol molekuláris biológus, a DNS struktúrájának egyik felfedezője fogalmazta meg, először valamivel gyengébb formában (a gyakori és a rendkívüli esetet nem megkülönböztetve) 1958-ban, majd a fenti alakban 1970-ben. A dogma kifejezést nem a szó teológiai értelmében használta, hanem a hipotézis szinonimájaként (saját bevallása szerint nem is volt tisztában a szó jelentésével).
Az információáramlás útjai:
- DNS → DNS: DNS-replikáció
- DNS → RNS: Transzkripció
- RNS → Fehérje: Transzláció
- RNS → RNS: RNS-replikáció
- RNS → DNS: Reverz transzkripció
- DNS → Fehérje: Direkt transzláció

A fehérjéről fehérjére történő információátadásra ma már ismerünk nagyon korlátozott példákat: a prionok olyan fehérjék, amelyek képesek azonos aminosavsorrendű, de eltérő térszerkezetű fehérjék szerkezetét úgy megváltoztatni, hogy az övékhez hasonuljon. Ebben az esetben térszerkezetiinformáció-átadás történt.